# Aporinellus
Aporinellus is een geslacht van vliesvleugelige insecten van de familie spinnendoders (Pompilidae).

## Soorten
- A. moestus (Klug, 1834)
- A. sexmaculatus - duinspinnendoder (Spinola, 1805)